# جيمس سيفرن
جيمس سيفرن (بالإنجليزية: James Severn)‏ هو لاعب كرة قدم بريطاني في مركز حراسة المرمى، ولد في 10 أكتوبر 1991 في نوتنغهام في المملكة المتحدة. شارك مع منتخب إنجلترا تحت 17 سنة لكرة القدم ومنتخب إنجلترا تحت 19 سنة لكرة القدم ومنتخب إنجلترا تحت 20 سنة لكرة القدم. أما مع النوادي، فقد لعب مع ديربي كاونتي وسكونثورب يونايتد ونادي تاموورث ونادي روس كاونتي ونادي ووستر سيتي.

## وصلات خارجية
- جيمس سيفرن على موقع قاعدة بيانات كرة القدم.إي يو (الإنجليزية)
- جيمس سيفرن على موقع Soccerbase.com (لاعب) (الإنجليزية)
- جيمس سيفرن على موقع Soccerway.com (الإنجليزية)